# جبالیا
جبالیا شهری در نوار غزه، استان غزه شمالی و در ۴ کیلومتری شمال شهر غزه است.

## شهرهای خواهر
- هلند گرونینگن

## پیوند به‌بیرون
- نقشه غزه دانشگاه تگزاس
- The rivers of Paradise in the Byzantine Church near Jabaliyah - Gaza by Jean-Baptiste Humbert, The Madaba Map Centenary, Jerusalem 1999, 216-218.